# Heididorf

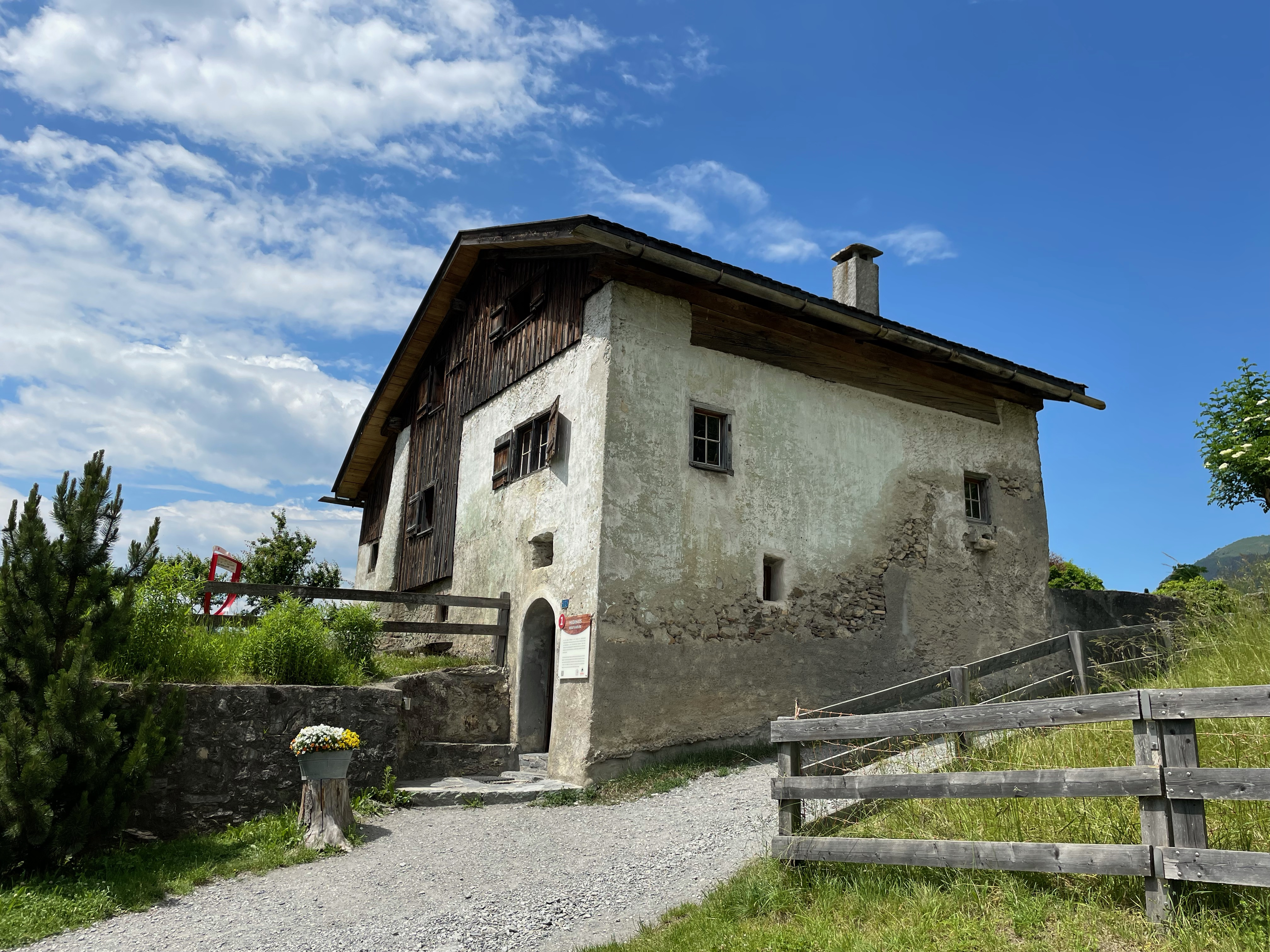
Das Heidihaus

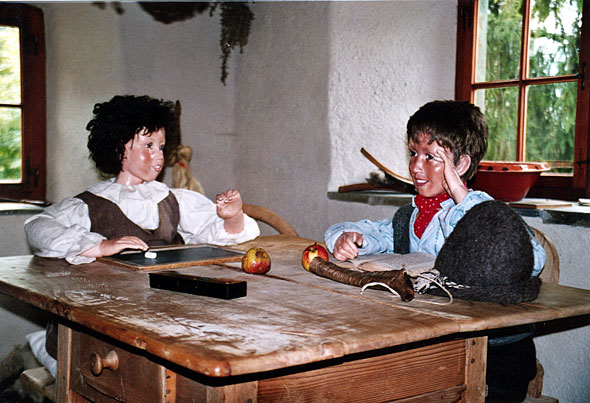
Heidi und Geissenpeter im «Heidihaus»

Das Heididorf ist ein Erlebnispark oberhalb von Maienfeld im Kanton Graubünden in der Schweiz. Es ist der Originalschauplatz der weltbekannten Heidi-Geschichte von Johanna Spyri. Das bekannteste Gebäude im Heididorf ist das Heidihaus, in dem Heidi und ihr Grossvater im Winter lebten, als Heidi die Schule im Dörfli besuchte.

## Geschichte
Der Flurname des Heididorfes lautet Oberrofels und bildete zusammen mit den benachbarten Weilern Rofels, Bovel, Vatscharinenberg, Guscha und Stürfis die von Walsern gegründete Gemeinde Am Berg. Ab 1633 wurden diese Siedlungen nach und nach in das Stadtbürgerrecht von Maienfeld aufgenommen.

### Fördergesellschaft
Mit der Gründung der Heididorf Fördergesellschaft sind das Heidihaus und weitere Gebäude des Heididorfs seit 1998 für die Öffentlichkeit zugänglich. Seither kann auf Initiative von Willi Mutzner unter anderem auch das Heidihaus besucht werden.

## Aufbau
Es gibt im Heididorf das Heidihaus, Heidis Alphütte, das Museum Johanna Spyris Heidiwelt, einen Dorfladen, eine Poststelle, einen kleinen Tierpark sowie das Rathaus mit der Dorfschule.

## Bilder

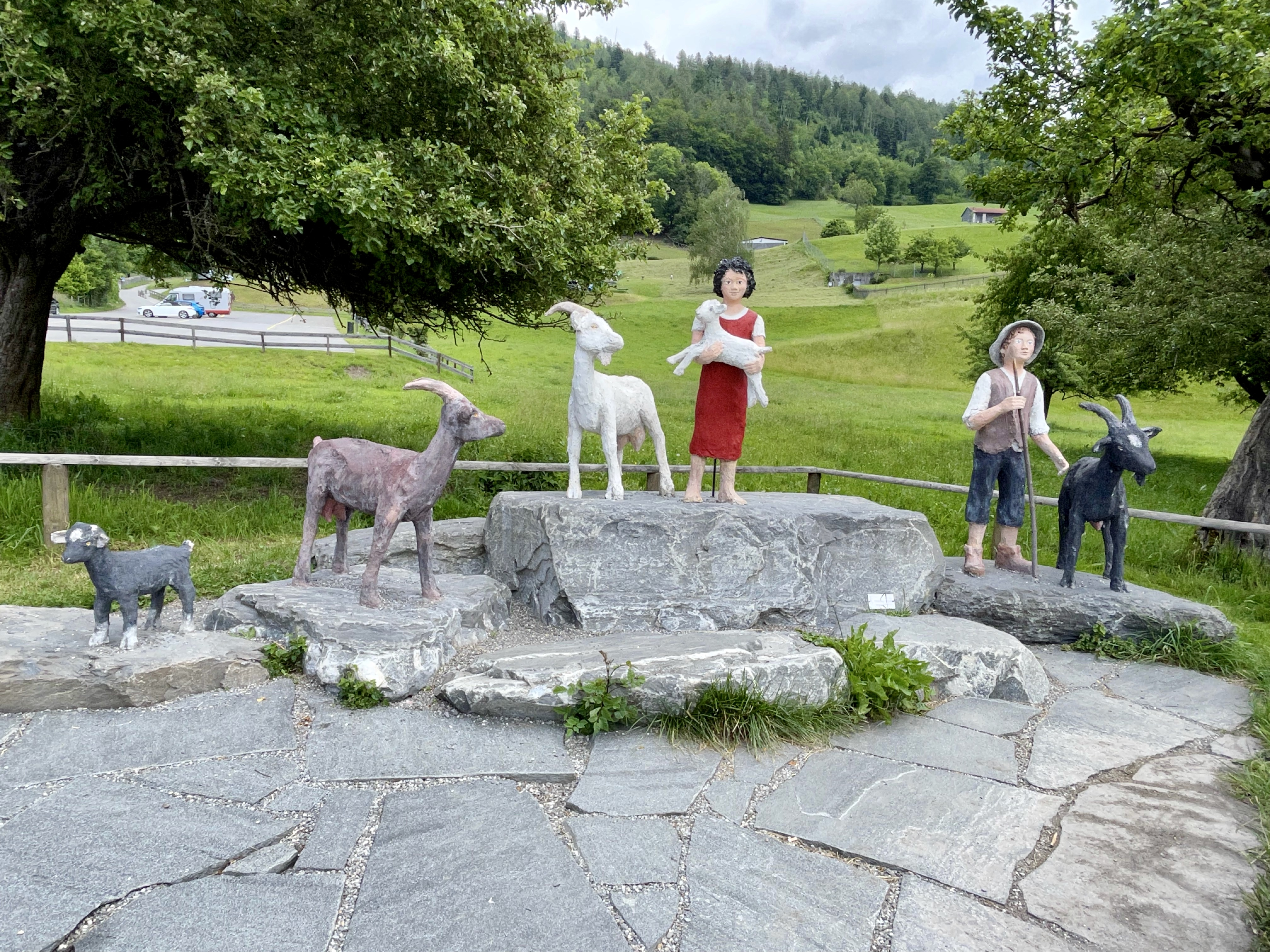
Figurengruppe
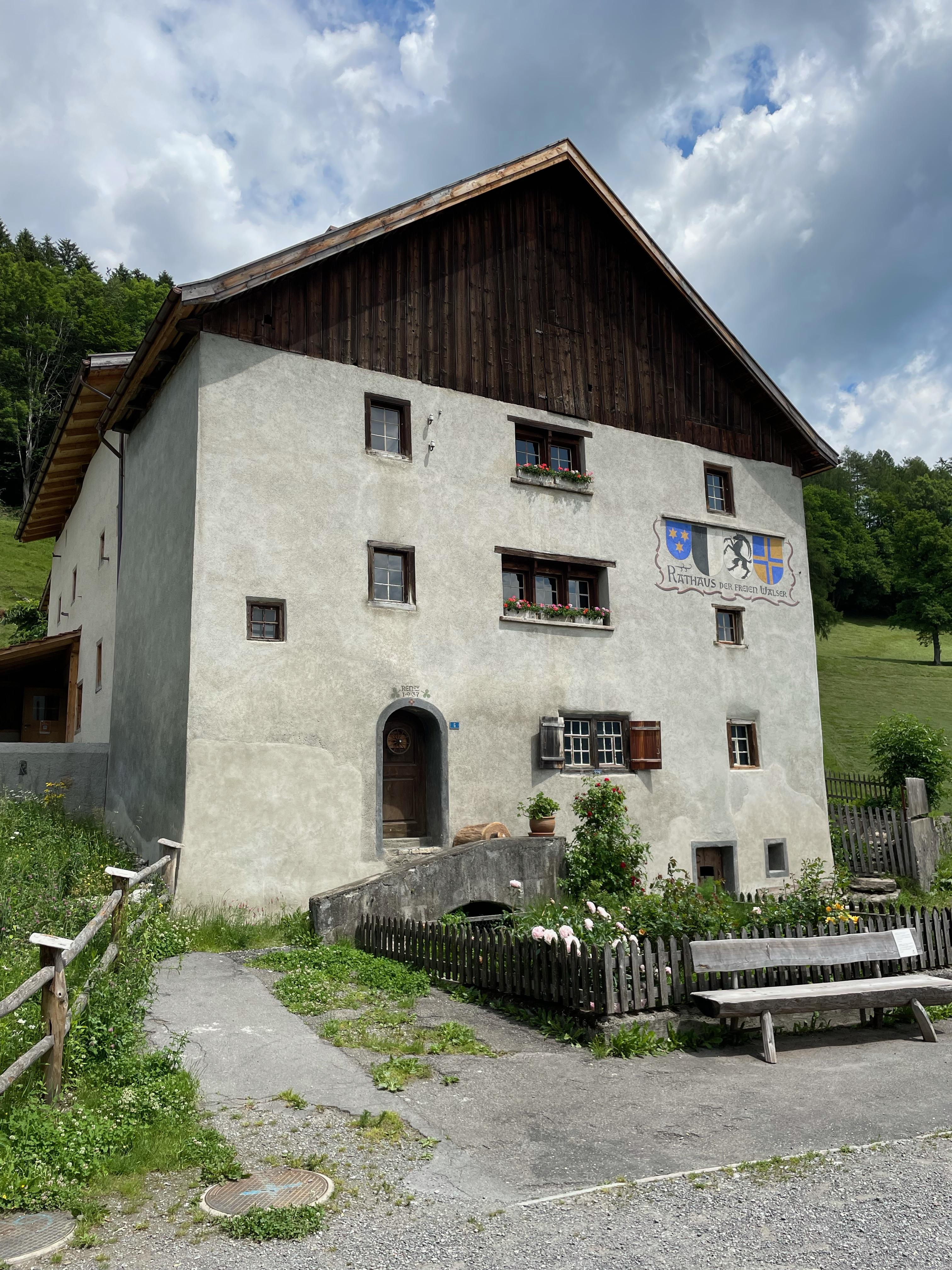
Altes Rathaus und Schule
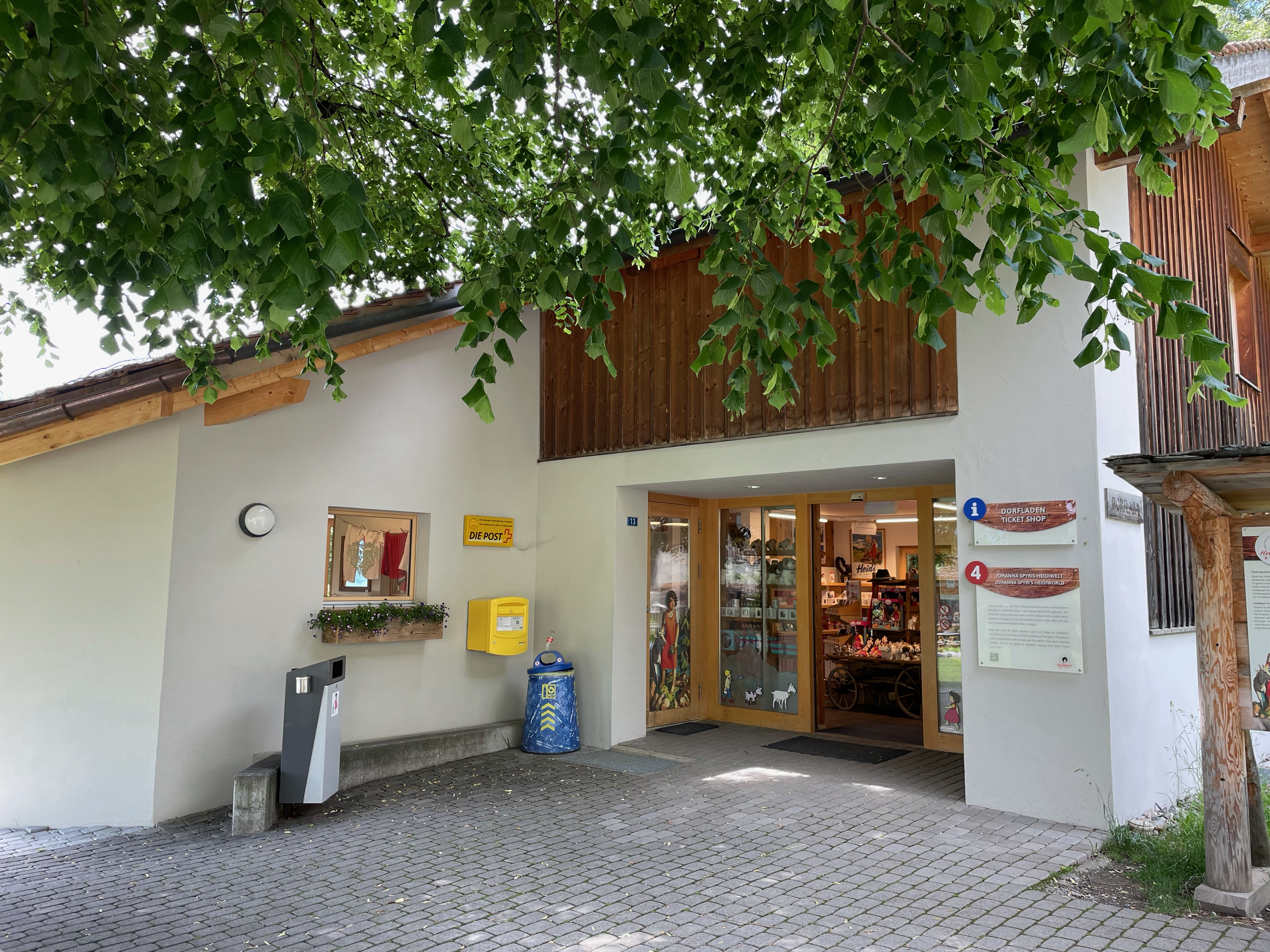
Souvenirladen
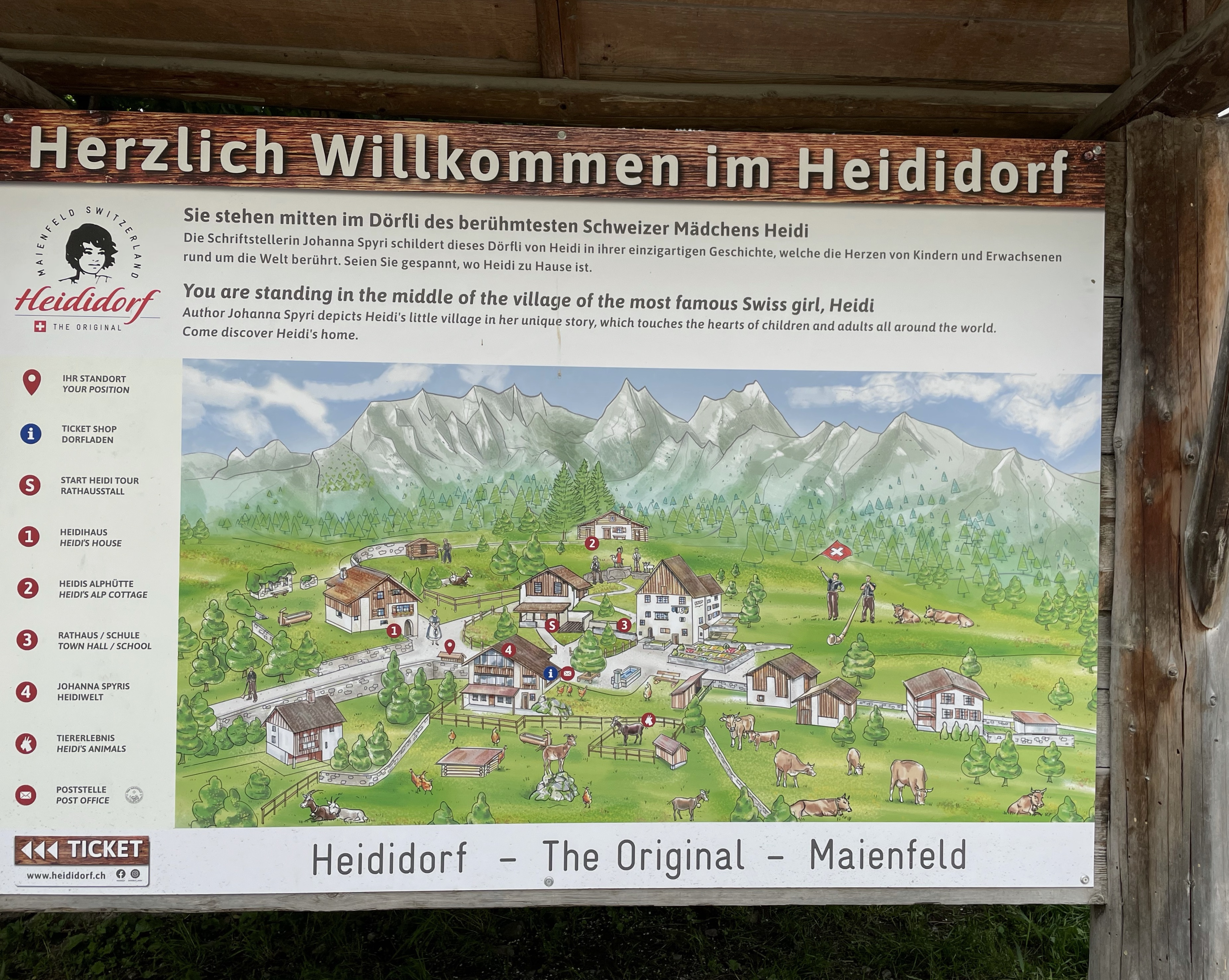
Übersichtsplan